# Heliostat

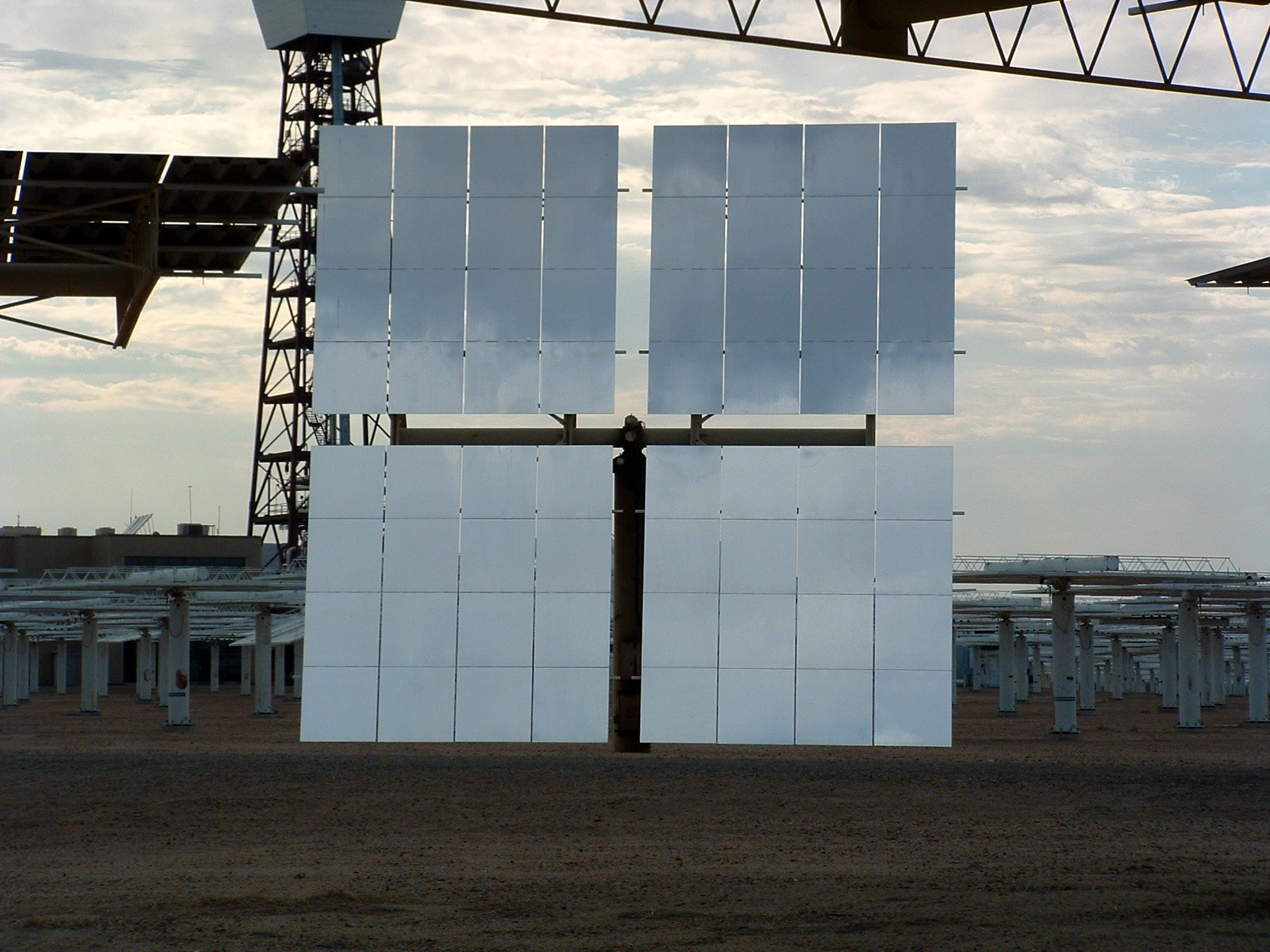
Heliostat w Daggett, Kalifornia

Heliostat (z jęz. greckiego: helios – Słońce, stat – nieruchomy) – urządzenie wyposażone w płaskie zwierciadło, kierujące odbitą wiązkę światła z ruchomego źródła, (najczęściej Słońca), w ustalonym kierunku (najczęściej na nieruchomy odbiornik). W praktyce astronomicznej heliostatem nazywa się urządzenie wyposażone w jedno lustro płaskie (monolityczne lub wielosegmentowe), natomiast celostatem nazywane jest urządzenie wyposażone w dwa lustra płaskie (podobnie: monolityczne lub wielosegmentowe). Zastosowania: teleskopy astronomiczne z nieruchomą optyką kolimującą, urządzenia wykorzystujące energię słoneczną (elektrownie, elektrociepłownie słoneczne, piece słoneczne).